# Cox Habbema
Pour les articles homonymes, voir Habbema.
Cornelia Habbema dite Cox Habbema, née le 21 mars 1944 à Amsterdam et morte 18 avril 2016 dans la même ville,,, est une actrice et femme de lettres néerlandaise.

## Filmographie

### Cinéma et téléfilms
- 1969 : Wie heiratet man einen König (de) : La fille de la ferme
- 1969 : Drei von der K (de) : Lucette
- 1971 : Tod in der Kurve : Annemarie
- 1971 : Ieder van ons : Cox
- 1972 : Der Mörder sitzt im Wembley-Stadion : Babette
- 1972 : Eolomea : La professeur Maria Scholl
- 1972 : Es ist eine alte Geschichte (de) : Britta
- 1973 : Police 110 : La docteur Brigitte Riedel
- 1974 : De dief : La princesse
- 1974 : Leben mit Uwe (de) : Alla Polzin
- 1974 : Gyges en Kandaules : La reine
- 1974 : Centraal station (nl) : Paultje
- 1975 : Kind van de zon (nl) : Trees
- 1975 : Rufus : Lilian
- 1975 : Till Eulenspiegel : Rosine
- 1976 : De komst van Joachim Stiller (nl) : Simone Marijnissen
- 1976 : Die Regentrude (de) : Die Regentrude
- 1977 : Dokter Vlimmen (nl) : Paula
- 1977 : Die unverbesserliche Barbara : Barbara
- 1977 : Die drei Klumberger (de) : Carolin Klumberger
- 1981 : De zesde klas (nl) : La mère de Marja
- 1981 : Feuerdrachen (en) : Alida Nolan
- 1982 : L'Inquiétude (Die Beunruhigung) : Brigitte
- 1982 : Le Silence autour de Christine M. (De stilte rond Christine M.) : La psychiatre
- 1982 : Nachttocht (it) : Judith
- 1989 : Braindrain (nl) : Mme Rijbroek
- 1991 : Oog in oog (nl) : La femme gravement malade
- 1991-1992 : Medisch Centrum West (nl) : Vronie Hermans
- 1994 : Eindeloos leven : Deunk
- 1998 : Charly la malice : Hanneke de Vaal
- 2004 : Het glazen huis (nl) : Jobien Meurs
- 2006 : Kilkenny Cross (nl) : La juge des enfants

## Livres
- 2002 : Mein Koffer in Berlin oder das Märchen von der Wende[4]
- 2006 : Die neue Leichtigkeit: erfolgreich in der Öffentlichkeit auftreten[5]
- 2009 : Pers Pectief / druk 1: op het politiek/publicitair complex in 2009 (Lunshoflezing 2009) : co-écrit avec Herman van Gunsteren

## Vie privée
Elle est la sœur aînée du réalisateur Eddy Habbema.